# Planetário

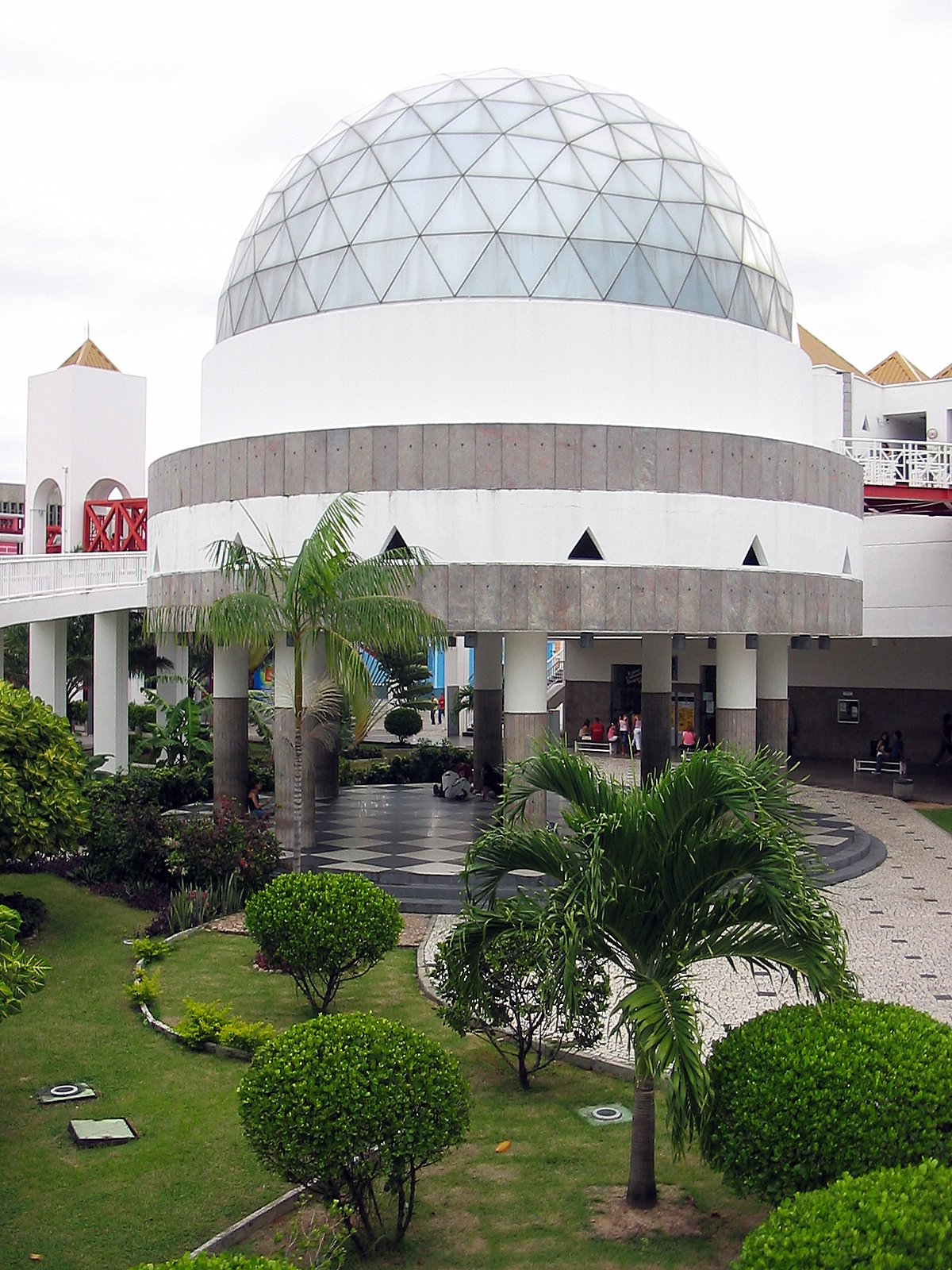
Planetário Rubens de Azevedo em Fortaleza.

Um planetário é um local onde ocorrem apresentações teatrais sobre astronomia, e que simula o céu, sobretudo noturno, de acordo com a data e local de observação. Normalmente, é constituído por uma abóbada ou cúpula e por uma máquina colocada no seu centro, que projeta os diferentes objetos celestes.
No seu interior, normalmente assiste-se a sessões do planetário, onde se exploram e explicam conceitos da astronomia. Como complemento, muitos planetários têm equipamento audiovisual, como projetores de slides ou sistemas de som, que em muito enriquecem as sessões. É habitual as sessões de planetário serem conduzidas por um apresentador, sob a forma de sessões ao vivo.

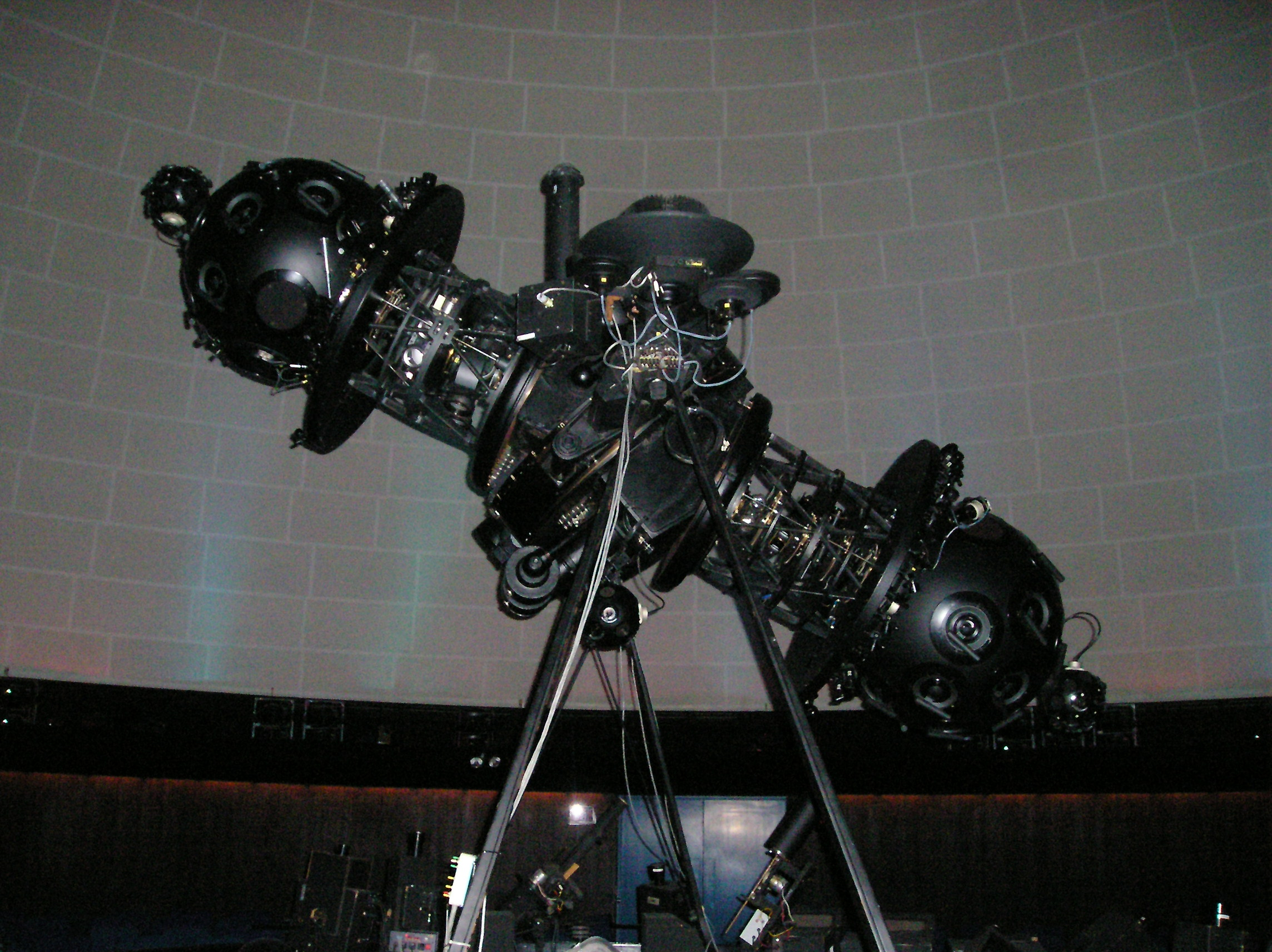
Projetor Zeiss do Planetário de Montreal.

Uma fração apreciável dos planetários existentes, são estruturas móveis, facilmente transportáveis, cuja cúpula é de um tecido apropriado, e que mantém a sua forma esférica recorrendo a um sistema que insufla ar para o seu interior. No planetário, também são usados telescópios.

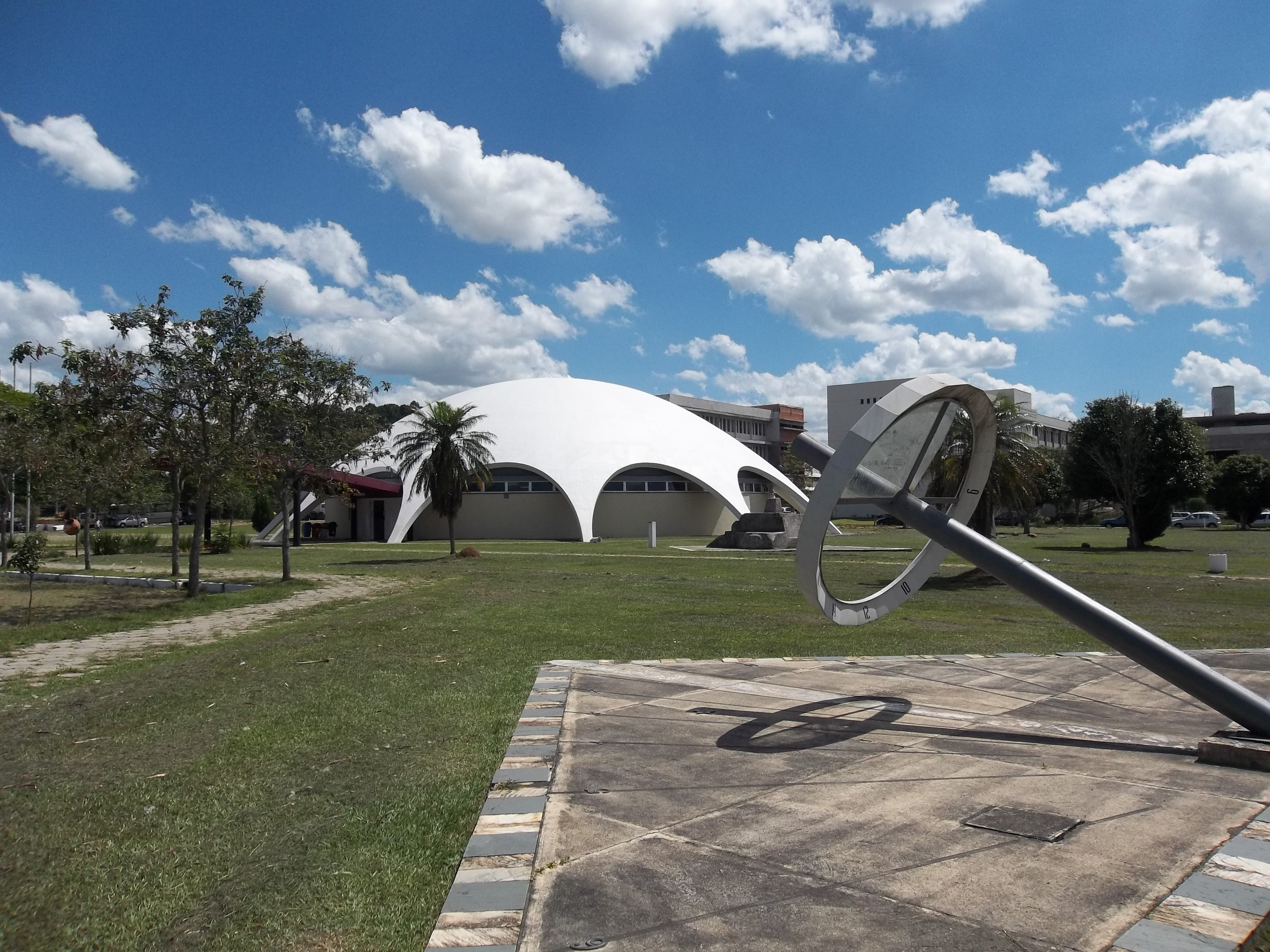
O Planetário Professor José Mariano da Rocha Filho (ao fundo), um dos 29 planetários do Brasil. À frente, o relógio solar. Localizado na Universidade Federal de Santa Maria, no bairro Camobi, em Santa Maria.